# La Forie
La Forie ist eine französische Gemeinde mit 316 Einwohnern (Stand: 1. Januar 2022) im Département Puy-de-Dôme in der Region Auvergne-Rhône-Alpes. Sie gehört zum Arrondissement Ambert und zum Kanton Ambert.

## Geographie
La Forie liegt etwa 48 Kilometer südöstlich von Clermont-Ferrand und 28 Kilometer westlich von Montbrison im Regionalen Naturpark Livradois-Forez, an der Grenze zum benachbarten Département Loire. Umgeben wird La Forie von den Nachbargemeinden Job im Norden, Valcivières im Osten sowie Ambert im Süden und Westen.

## Bevölkerungsentwicklung
| Jahr                       | 1962 | 1968 | 1975 | 1982 | 1990 | 1999 | 2006 | 2013 |
| Einwohner                  | 384  | 383  | 377  | 350  | 396  | 372  | 351  | 311  |
| Quellen: Cassini und INSEE |      |      |      |      |      |      |      |      |

## Persönlichkeiten
- Félix Couturier (1876–1941), römisch-katholischer Bischof von Alexandria in Ontario